# Henri Duponchel
Pour les articles homonymes, voir Duponchel.
Ne doit pas être confondu avec Charles-Edmond Duponchel.
Henri Duponchel est un décorateur de théâtre, scénographe et metteur en scène français né le 28 juillet 1794 à Paris où il est mort le 8 avril 1868. Directeur général de l'Opéra de Paris, il a également été créateur de costumes et orfèvre.

## Biographie

### Formation
Henri Duponchel naît rue des Lombards à Paris de Pierre-Henry Duponchel (vers 1752 - 18 octobre 1821), quincailler, et de son épouse, née Marie-Geneviève-Victoire Théronenne (morte le 8 août 1842). La famille déménage ensuite rue Sainte-Croix-de-la-Bretonnerie. Duponchel prend des leçons de dessin auprès de Pierre Guérin (peintre féru de théâtre) qui a également comme élève Eugène Delacroix. Duponchel et Delacroix demeurèrent bons amis et, beaucoup plus tard en 1831, Duponchel le recommanda à un diplomate, le comte Charles de Mornay (1803-1878), pour l'accompagner en voyage comme dessinateur au Maroc. Duponchel ne connaissait pas personnellement Mornay, mais il était ami avec la maîtresse du comte, l'actrice Mademoiselle Mars. Après son voyage au Maroc, Delacroix composa l'un de ses tableaux les plus fameux, Femmes d'Alger dans leur appartement (1834).

### Décorateur de théâtre et costumier
Certains biographes mentionnent par erreur que Duponchel aurait été élève en architecture à l'École des Beaux-Arts, en le confondant avec Charles-Edmond Duponchel qui a fait des études et des projets pour la délocalisation de l'Opéra de Paris.
Au moment de la mort de son père en 1821, il est décorateur de théâtre.
Plus tard en février 1861, Edmond Duponchel a collaboré avec deux architectes reconnus, Botrel et Crépinet, et il soumet un projet conjoint pour le concours de l'édification du nouvel Opéra de Paris. G. Bourdin écrit un article défavorable dans Le Figaro, soulignant le fait que Duponchel masque ses faiblesses techniques en collaborant avec d'autres architectes plus professionnels. Finalement le projet des trois architectes ne gagne que la deuxième place avec un prix de 4 000 francs sur 170 participants.

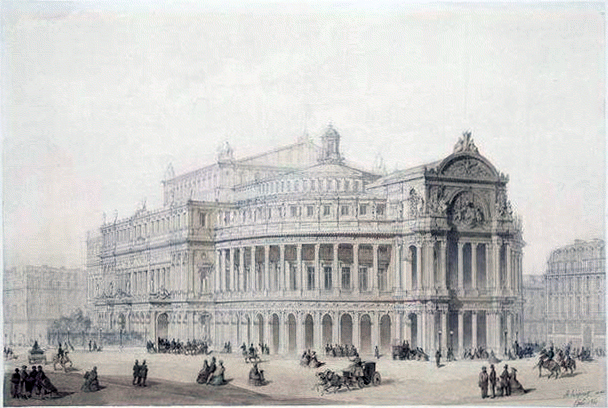
Vue du projet de Botrel et Crépinet pour l'Opéra (février 1861)
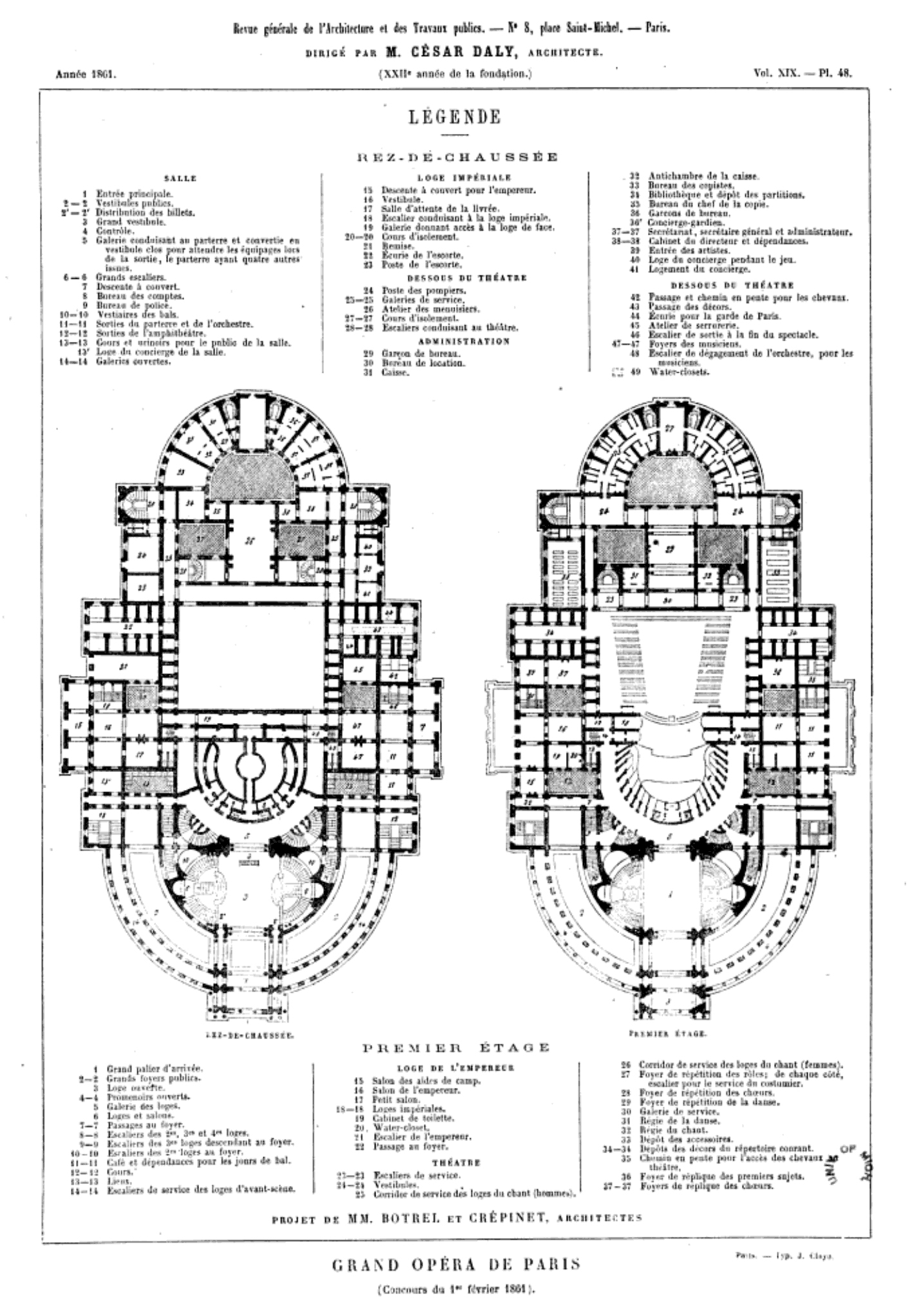
Plan pour le projet de l'Opéra par Botrel, Crépinet et Duponchel (février 1861)

Duponchel commence sa carrière comme décorateur. À la fin de l'année 1818, il s'associe avec un jeune architecte du nom de Léonard-Ferdinand Verneuil, mais son rôle exact n'est pas clair. Le beau-père de Verneuil est directeur du théâtre de la Porte-Saint-Martin, ce qui va avoir une grande importance pour l'avenir de Duponchel.
Un Duponchel aurait aussi collaboré avec Camille Piron pour le projet de l'hôtel particulier du baron James de Rothschild, et il est entendu qu'il est au minimum l'auteur du décor néoclassique de la salle de bal et du décor néo-pompéien de la salle de billard. Pierre Cicéri et Lebe-Gigun, peintres de décors de scène à l'Opéra, exécutent les peintures décoratives ; ils vont marquer la carrière future de Duponchel. De même, Duponchel devient un obligé du baron. Toujours associé de Piron, Duponchel réalise en 1821 une décor néo-pompéien pour l'hôtel de l'acteur Talma rue de la Tour-des-Dames. En 1826, il supervise la construction d'un petit hôtel particulier fort élégant dans le style de la Renaissance italienne qui est situé entre le jardin et la cour de l'hôtel de Bourrienne, rue d'Hauteville.

### Scénographe et décorateur de théâtre

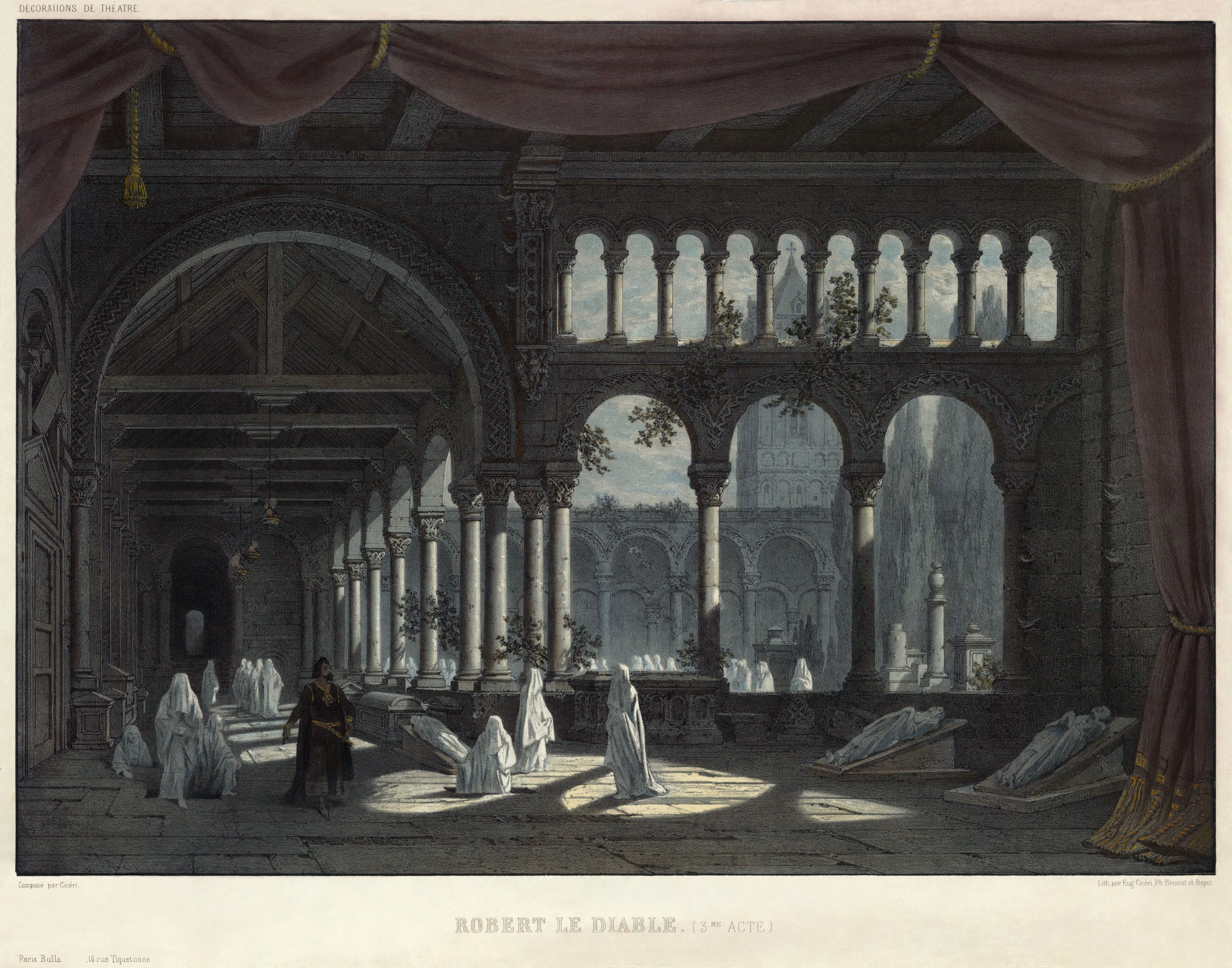
Scène du Ballet des religieuses mortes in Robert le diable (1831), projet conjoint de Cicéri et Duponchel

Duponchel travaille dans la scénographie à la Comédie-Française, où en 1827 il collabore en tant que créateur des costumes avec Cicéri comme auteur de la scénographie pour un décor du XVe siècle dans la pièce de Jean-Marie Mély-Janin, Louis XI (15 février 1827). Aussitôt après, Duponchel rejoint Cicéri à l'Opéra. Le 8 août 1827, il invente une nouvelle tradition à l'Opéra en jetant une couronne de roses blanches au tomber de rideau de Marie Taglioni pour sa sixième représentation, et représentation finale, du ballet Le Sicilien ; c'est en effet la première fois que des fleurs sont jetées sur scène à l'Opéra.
Duponchel devient aussi metteur en scène et travaille à presque toutes les représentations de l'Opéra de 1828 à 1849, débutant avec La Muette de Portici d'Auber. Il travaille entre autres pour La Juive d'Halévy, Les Huguenots de Meyerbeer (la production coûte la somme énorme de 160 000 francs), Le Prophète de Meyerbeer, etc. Alphonse Royer le nomme l'« Alexandre de la mise en scène ». Duponchel fait preuve d'imagination et d'innovation en introduisant notamment la « couleur locale », ce qui n'était pas habituel à l'Opéra, et sa collaboration avec Cicéri pour le Ballet des religieuses mortes de Filippo Taglioni à l'acte III de l'opéra de Meyerbeer, Robert le diable, reçoit les louanges du public en 1831. Marie Taglioni danse alors Héléna, la mère supérieure,. Le scénario du ballet est en fait dû à la suggestion de Duponchel qui avait voulu remplacer le lieu du mont Olympe, prévu au départ. Duponchel introduit aussi des innovations techniques, comme un système de trappes à l'anglaise qui permet aux fantômes d'apparaître ou de disparaître subitement. Cette scène devint si célèbre que l'on se la remémora jusqu'à la fin du siècle. Même Meyebeer se plaignit qu'à cause du succès de la mise en scène, sa musique n'était plus qu'à l'arrière-plan. La presse inventa même le terme de « duponchellerie » en référence à des mises en scène un tant soit peu excessives. Duponchel collabora aussi avec Edmond Cavé à l'écriture du livret de La Tentation, ballet-opéra d'Halévy, datant de 1832.

### Directeur de théâtre

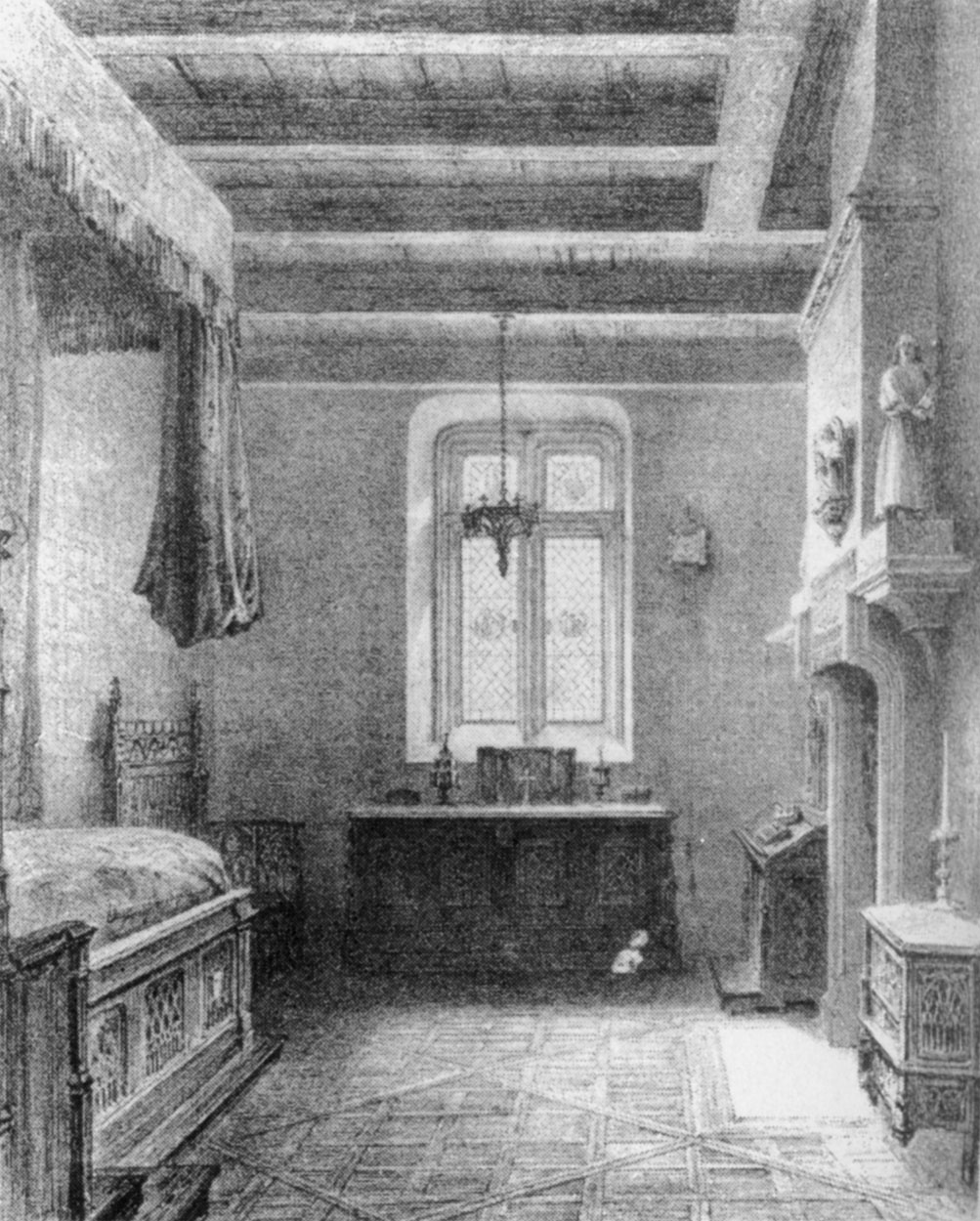
Chambre à coucher de Duponchel à la salle Le Peletier de l'Opéra, dessin de Jean-Jacques Feuchère (1836)

Parmi les positions tenues par Duponchel à l'Opéra, il est nommé inspecteur du matériel de la scène (1829–1831), puis directeur de la scène (1831–1835). Après le départ de Louis Véron en 1835, Duponchel se retrouve seul directeur le 1er septembre 1835 et co-directeur avec Édouard Monnais à partir du 1er décembre 1835. La période de l'après-Véron est difficile d'un point de vue financier pour l'Opéra car les subventions accordées par l'État tombent de 870 000 francs par an à 620 000 francs. Duponchel s'associe avec le marquis de Guadalquivir qui l'aide à combler le déficit. Il prend ensuite comme co-directeur Léon Pillet le 1er juin 1840, mais les deux hommes se querellent et Duponchel démissionne, retournant à son ancienne position de directeur de la scène, en octobre 1841. Le marquis meurt en 1842, ce qui provoque encore des difficultés d'argent, tandis que Pillet met en avant sa maîtresse, la cantatrice Rosine Stoltz, en lui donnant des rôles de premier plan, ce qui crée des dissensions au sein de la compagnie et des remous dans le public. Il est attaqué dans la presse et avec les pertes financières il est obligé de démissionner en octobre 1847. Duponchel rejoint l'administration de l'Opéra dans une co-direction avec Nestor Roqueplan. Duponchel démissionne de l'Opéra en novembre 1849.
Les premières sous la direction de Duponchel en tant que directeur de l'Opéra sont les suivantes:
- Première direction (1er septembre 1835 – octobre 1841)
  - Les Huguenots de Meyerbeer, grand opéra en 5 actes (29 février 1836)
  - La Fille du Danube d'Adam, ballet-pantomime en 2 actes (21 septembre 1836)
  - La Esmeralda de Louise Bertin, grand opéra en 4 actes (14 novembre 1836)
  - Stradella de Niedermeyer, grand opéra en 5 actes (3 mars 1837)
  - Guido et Ginevra d'Halévy, grand opéra en 5 actes (5 mars 1838)
  - Benvenuto Cellini de Berlioz, opéra en 2 actes (10 septembre 1838)
  -  Le Lac des fées d'Auber, grand opéra en 5 actes (1er avril 1839)
  - Les Martyrs de Donizetti, grand opéra en 4 actes (10 avril 1840)
  - La Favorite de Donzetti, grand opéra en 4 actes (2 décembre 1840)
  - Le Freyschutz de Weber, opéra romantique en 3 actes adapté par Berlioz (7 juin 1841)[23]
  - Giselle d'Adam, ballet fantastique ballet en 2 actes (28 juin 1841)
- Seconde direction (octobre 1847 - novembre 1849)
  - Jérusalem de Verdi, grand opéra en 4 actes (26 novembre 1847)
  - Le Prophète de Meyerbeer, grand opéra en 5 actes (16 avril 1849)

Il co-dirigea durant quelques années le théâtre du Vaudeville avec Dormeuil.

### Orfèvre

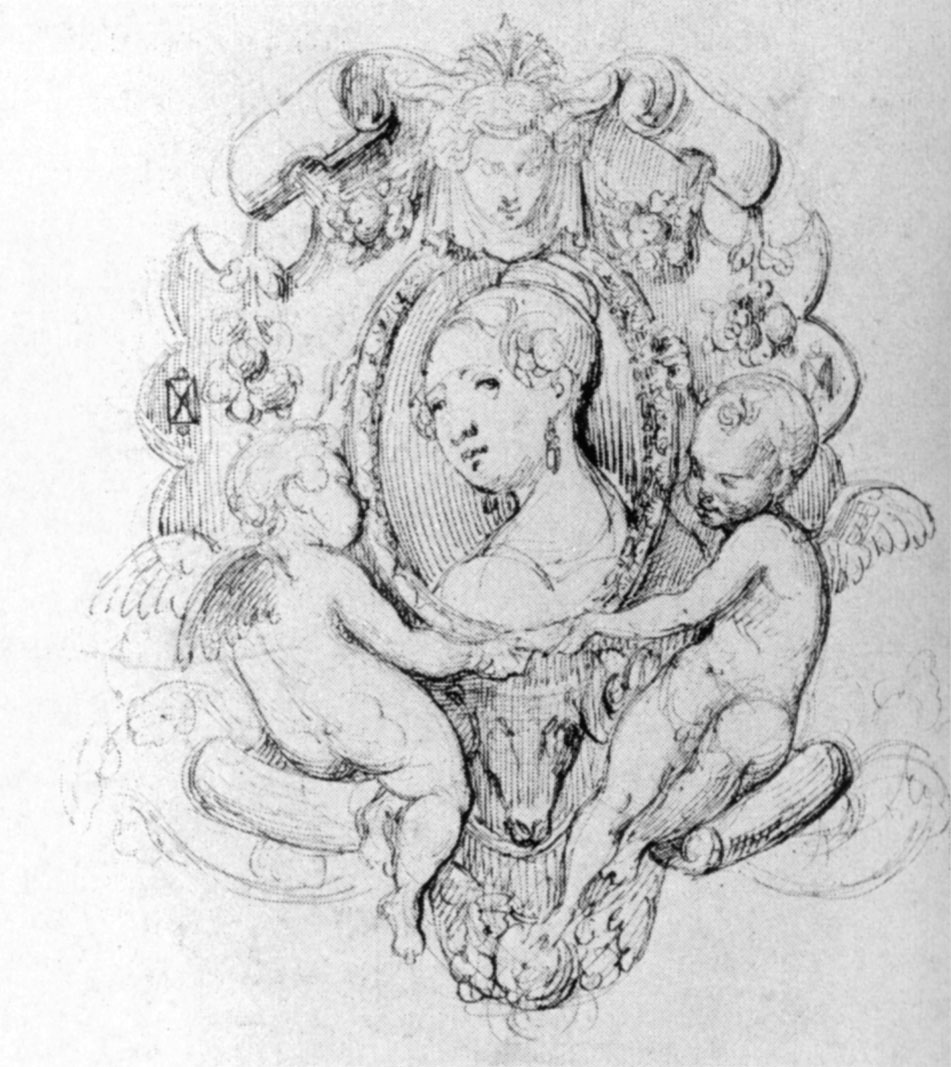
Portrait de Madame Duponchel, dessin de Jean-Jacques Feuchère, pour une miniature en métal précieux.

Le 11 février 1842, après sa démission en tant que directeur de l'Opéra, Duponchel signe un contrat avec l'orfèvre et lapidaire, Jean-Valentin Morel. Duponchel apporte ainsi des fonds importants et redonne du dynamisme à cette entreprise. L'apport de capital est dû à la vente de ses lettres patentes (privilège) en tant que directeur de l'Opéra à Léon Pillet d'un montant de 500 000 francs. S'étant rendu à Londres en 1825, 1836 et 1838, il était convaincu que l'orfèvrerie en France pouvait avoir le même élan qu'en Angleterre. La nouvelle boutique installée au 39 rue Neuve-Saint-Augustin et intitulée Morel & Cie, rencontre un grand succès. Morel reçoit une médaille d'art à l'Exposition de 1844.
Cependant à la fin de l'année 1846, des dissensions surgissent entre les deux associés, et aboutissent à un procès intenté par Duponchel qui provoque la dissolution du partenariat, et lui donne l'entière propriété de l'entreprise et de la marchandise. Morel est interdit d'exercer à Paris et déménage ses affaires à Londres où il s'associe avec le fils de Fossin, Jules,. Entre-temps Duponchel retrouve son poste de directeur à l'Opéra, qu'il conserve jusqu'au 13 novembre 1849, sans abandonner l'orfèvrerie avec d'autres associés, comme il est mentionné à l'Exposition de 1849.

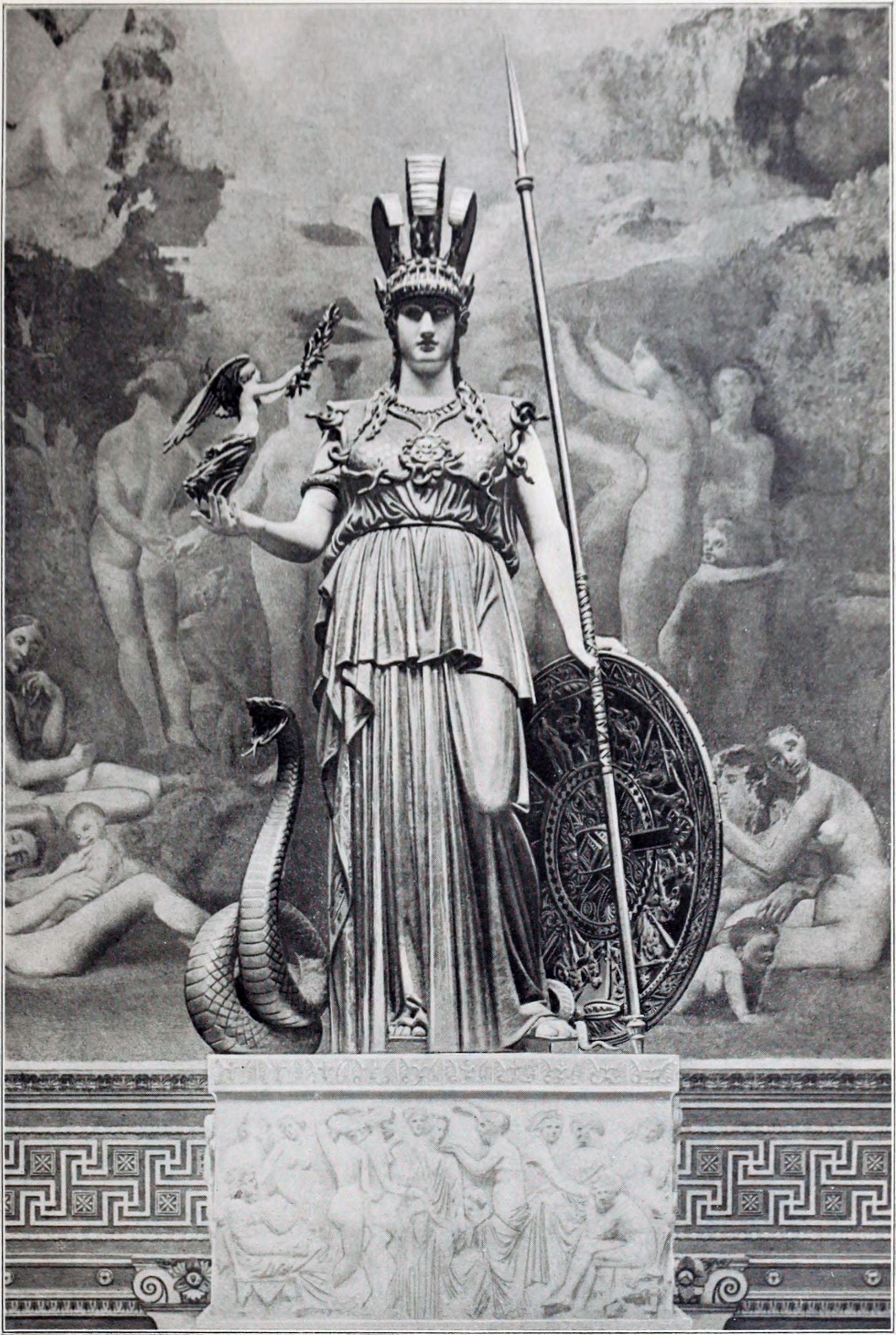
Statue de Minerve, par Simart et Duponchel, photographie de 1910.

Le chef-d'œuvre de l'entreprise de Duponchel est une sculpture chryséléphantine en argent et ivoire d'environ 2,75 mètres représentant Minerve, commandée par le duc de Luynes pour la salle de bal de son château de Dampierre ; elle est posée sur un socle en marbre avec un bas-relief montrant Pandore recevant des dons de la part des dieux. La statue est destinée à être placée devant la fresque - inachevée - intitulée L'Âge d'or, du pinceau d'Ingres (1843-1848). Cette statue est inspirée de l'Athéna parthénopéenne de Phidias, appelée Minerve par les Romains. Le sculpteur Simart s'attelle à la tâche au printemps 1844 et la Maison Duponchel commence son exécution en 1846 ; l'œuvre est terminée en 1851. La tunique et le bouclier de la déesse sont en argent, tandis que le serpent et les armes sont en bronze. La chair de la déesse est faite d'ivoire : le visage, le cou, les bras et les pieds ; le torse de la Victoire (qui est tenue par la déesse) et la tête de la Méduse sur le bouclier sont également en ivoire. Le côté concave du bouclier figure le combat entre les Amazones et les Athéniens, tandis que le côté convexe montre une bataille entre les Géants et les dieux. Les sandales de la déesse montrent le combat des Centaures et des Lapithes. Le repoussé est réalisé par Delagrange de Lagny. La statue et son piédestal sont présentés à l'Exposition universelle de 1855 qui se tient à Paris. Au grand mécontentement de Duponchel, les organisateurs de l'exposition l'obligent à présenter son chef-d'œuvre au Palais des Beaux-Arts, plutôt qu'au Palais de l'Industrie, conçu pour des foules plus importantes. Malgré cela, la statue suscite les louanges du public et de la presse, et reçoit une médaille d'honneur.

### Dernières années

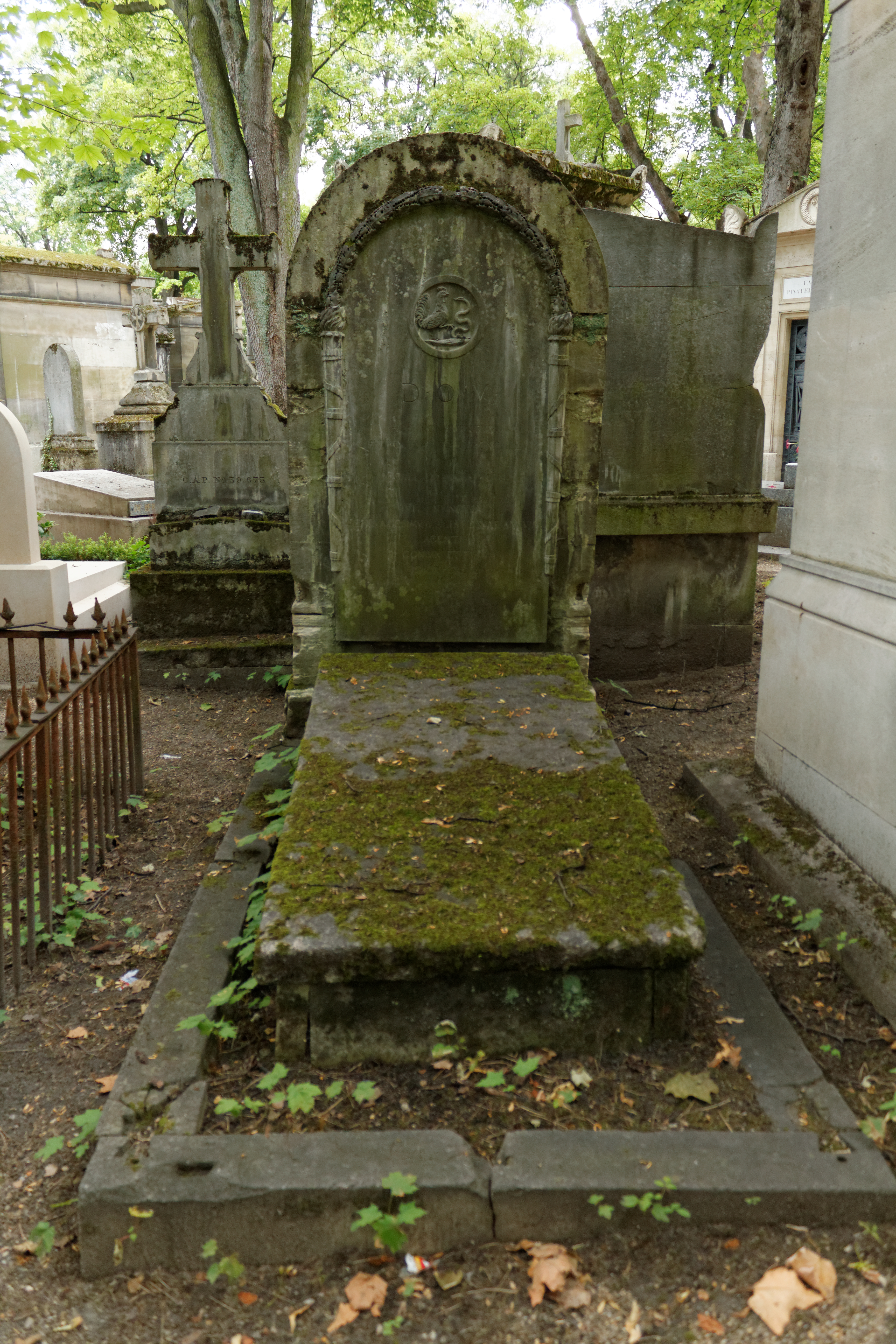
Tombe d'Henri Duponchel au cimetière du Père Lachaise.

L'affaire d'orfèvrerie de Duponchel continue à prospérer, mais il demeure encore attiré par l'architecture et l'opéra. Il collabore occasionnellement à des projets de ses amis de l'Opéra, comme Cambon, Cicéri, Diéterle, et Desplechin, ainsi qu'avec le sculpteur Klagmann pour son atelier d'orfèvrerie. En 1854, il pose sa candidature pour la direction de l'opéra, mais elle n'est pas retenue.
En 1861, Duponchel rejoint le théâtre du Vaudeville en tant que scénographe avec Dormeuil en tant que directeur artistique et l'entrepreneur Benou, chargé du côté financier. Il ne s'essaye pas aux mises en scène somptueuses et dispendieuses de son époque à l'Opéra, mais retrouve le style réaliste des débuts du Vaudeville.
Duponchel est décrit par Heine comme « un homme mince au teint jaune et à la figure d'employé des pompes funèbres ». Il meurt à Paris à l'âge de 73 ans. Il avait tenté de laisser son affaire florissante d'orfèvrerie à son fils Ludovic-Maxime (né le 15 octobre 1832), mais c'est la mère de celui-ci, née Marie-Joséphine Blanchard (1810-1896), qui s'empare des leviers de commande en novembre 1869 et la Maison disparaît peu de temps après.
Henri Duponchel est inhumé au cimetière du Père-Lachaise ( 16e division),, à Paris.
Enfin, il serait, avec Frederick Hankey (1821-1882), Alfred Bégis (1829-1904), et Ernest Baroche, l’auteur d’un petit chef-d’œuvre du roman érotique, L’École des biches, ou Mœurs des petites dames de ce temps, publié anonymement entre 1860 et 1870.

## Source de la traduction
- (en) Cet article est partiellement ou en totalité issu de l’article de Wikipédia en anglais intitulé « Henri Duponchel » (voir la liste des auteurs).